# Werner Gradwohl (Politiker, 1954)
Werner Gradwohl (* 22. März 1954 in Lindgraben, Gemeinde Kobersdorf) ist ein österreichischer BHS-Lehrer und Politiker (ÖVP). Gradwohl war von 1987 bis 2015 Abgeordneter zum Burgenländischen Landtag.

## Ausbildung und Beruf
Werner Gradwohl wurde als Sohn der Zimmerers Martin Gradwohl aus Lindgraben geboren. Er besuchte die Volksschule in Lindgraben und das BG Mattersburg, an dem er 1972 maturierte. Er studierte im Anschluss Geschichte und Geographie an der Universität Wien und schloss sein Studium 1981 mit dem akademischen Grad Mag. phil. ab. Bereits ab dem Schuljahr 1978/79 unterrichtete Gradwohl an der B-HAK und der B-HASCH in Oberpullendorf und leistete nach dem Ende seines Studiums 1982 seinen Präsenzdienst beim Österreichischen Bundesheer ab. Er ist in seinem Beruf als Professor an der B-HAK und der B-HASCH karenziert.

## Politik
Gradwohl ist seit 1982 Gemeinderat in Kobersdorf und war von 1992 bis 1997 Vizebürgermeister der Gemeinde. Zwischen 1983 und 1989 wirkte Gradwohl als Landesobmann der Jungen Volkspartei, 1990 wurde er zum Bezirksparteiobmann der ÖVP im Bezirk Oberpullendorf gewählt, 2007 gab er diese Funktion an Nikolaus Berlakovich ab. Zudem ist Gradwohl Obmannstellvertreter des Burgenländischen Müllverbandes, eine Funktion, die er seit 1997 einnimmt. Nach der für die ÖVP Burgenland erfolgreiche Gemeinderatswahl 2007 wurde Werner Gradwohl im Jahre 2008 als Obmann der Kommunalakademie Burgenland gewählt.
Gradwohl vertrat die ÖVP seit dem 30. Oktober 1987 im Burgenländischen Landtag. Gradwohl war Umwelt- und Wohnbausprecher im ÖVP Landtagsklub,. Nach dem Wechsel von Oswald Klikovits in den Nationalrat, übernahm Gradwohl 2008 dessen Agenden als Bereichssprecher im Landtag. Er war Bereichssprecher für Wohnbau, Abfallwirtschaft, sowie Umweltschutz und Energie.

## Privates
Werner Gradwohl ist verheiratet und Vater zweier Kinder.